# Kwadraatnotatie

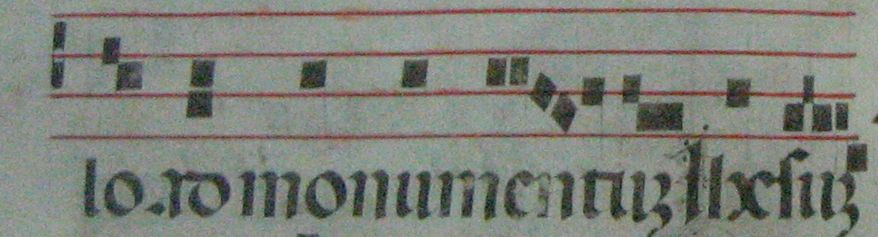
Kwadraatnotatie in de veertiende eeuw

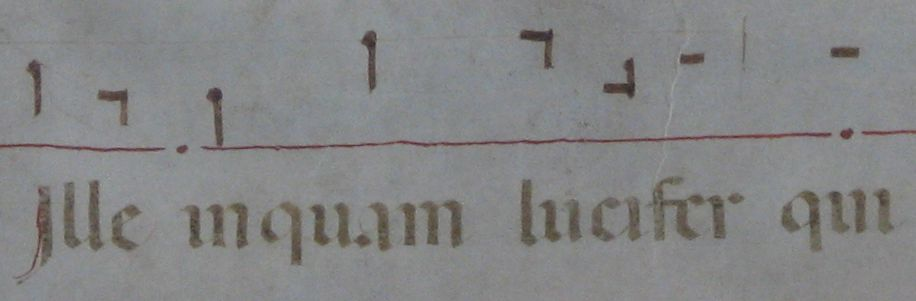
Hoefnagelnotatie in de elfde eeuw

Kwadraatnotatie is een muzieknotatie die in de twaalfde en dertiende eeuw is ontstaan uit de Karolingische neumennotatie. Kwadraatnotatie wordt gebruikt voor eenstemmige muziek en is te herkennen aan zijn typische blokvormige noten die meestal worden geschreven op notenbalken van vier lijnen.

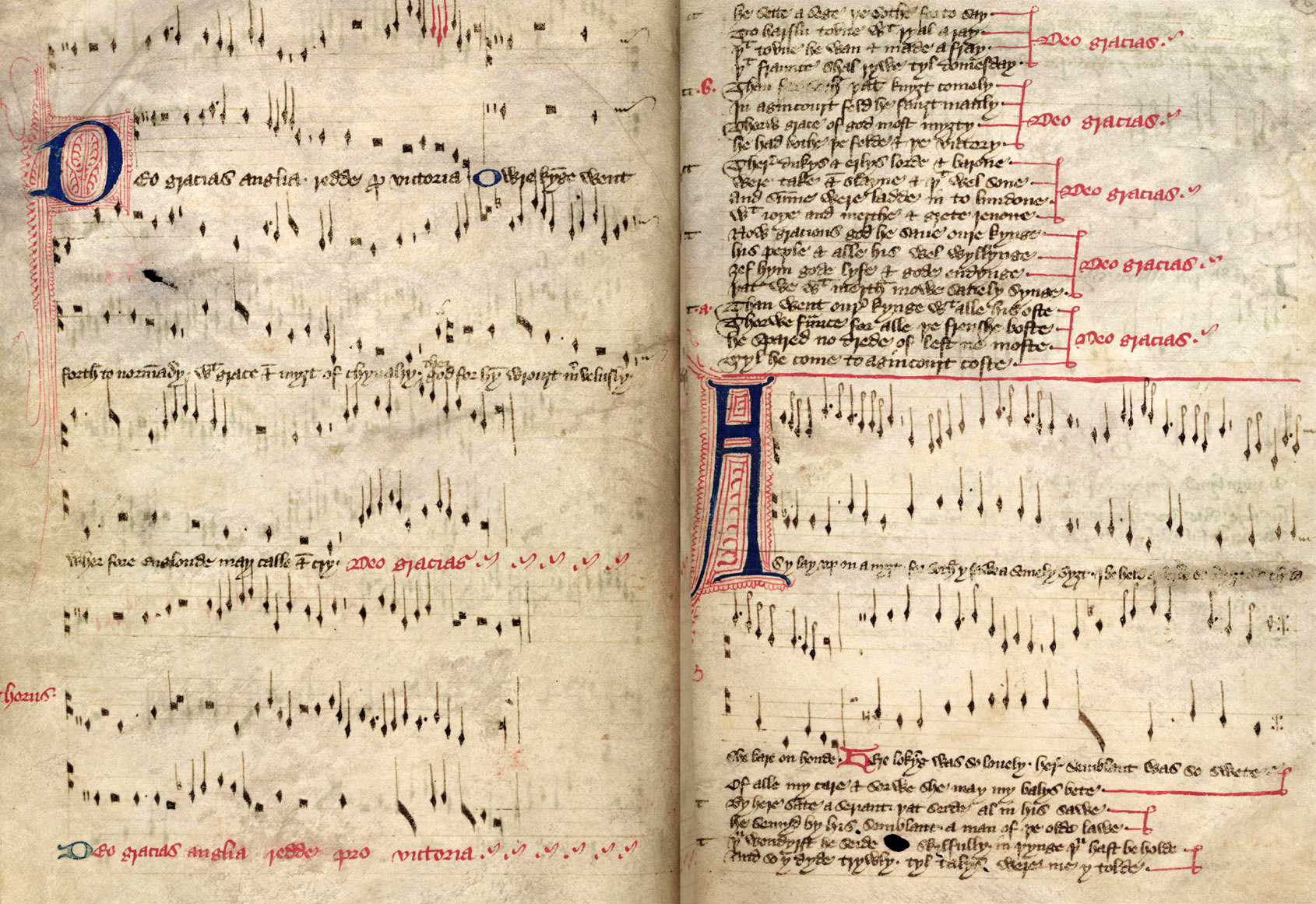
Hoefnagelnotatie met verloop naar kwadraatnotatie (begin vijftiende eeuw)

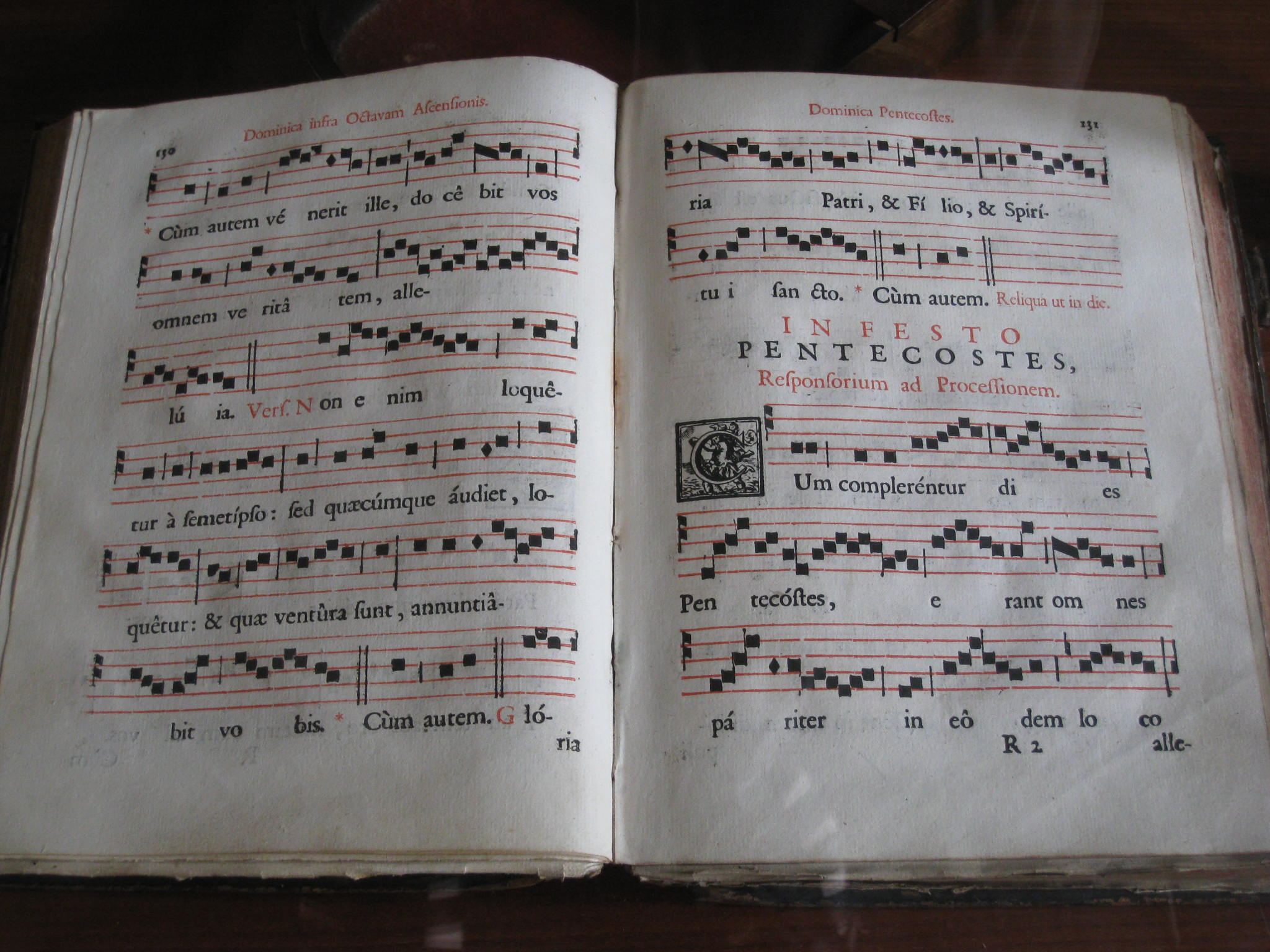
Kwadraatnotatie voor het gregoriaans

## Ontwikkeling
Vanaf de negende eeuw werd met behulp van neumen boven liturgische teksten de melodie aangegeven. Neumen zijn muzikale symbolen die de melodie van een stuk weergeven; ze zijn vergelijkbaar met onze hedendaagse muzieknoten. Deze vroege neumen gaven nog geen aanwijzing voor intervallen en begintoon. In de loop van de tiende eeuw liet men extra ruimte tussen de tekstregels waardoor het verloop van de melodie, omhoog en omlaag, beter aangegeven kon worden. Een belangrijke ontwikkeling was dat vanaf de elfde eeuw tonen van dezelfde hoogte ook ruimtelijk op dezelfde regelhoogte genoteerd werden.
De echte doorbraak kwam toen Guido van Arezzo († 1030) gekleurde lijnen propageerde waardoor de tonen f en c vastgelegd konden worden. In de elfde en twaalfde eeuw werd de notatie op 4 regels en soms op 5 regels geschreven, zoals we die nog steeds kennen. In de loop van de dertiende eeuw veranderde de vorm van de neumen: ze kregen dikkere koppen en werden uiteindelijk vierkant. Deze notatie met vierkante tekens wordt kwadraatnotatie genoemd. De notatie werd het eerst gangbaar in Frankrijk en Italië en werd vervolgens in heel Europa ingevoerd behalve in de Duitse landen waar men tot in de zestiende eeuw de hoefnagelnotatie bleef gebruiken. 
Het voordeel van kwadraatnotatie is dat men het verloop van de melodie beter kan volgen en men van blad kan zingen. De toonhoogte is goed af te lezen, de toonduur niet. Het had grote gevolgen voor de wijze van overlevering. De eeuwenlange orale overlevering waarbij alle gezangen uit het hoofd geleerd moesten worden werd overbodig.
De notatie van neumen op een notenbalk wordt hoefnagelnotatie genoemd, vanwege de vorm van het neumenteken dat een gelijkenis vertoont met een hoefnagel.
Gregoriaans wordt nog steeds in kwadraatnotatie, vierkante noten op een notenbalk van vier lijnen, geschreven en gelezen. Kwadraatschrift wordt daarom ook wel gregoriaans muziekschrift genoemd.